# Silverboy
Silverboy is de enige single van Cherrie Vangelder-Smith, die de Nederlandse hitparades haalde. Het plaatje met als B-kant There is a need in me verscheen op het platenlabel Pink Elephant. Na deze single kwam nog een aantal singles uit van deze artieste, maar die haalde de lijsten niet meer. De zangeres verdween in de anonimiteit. Het wordt aangeduid als een Frans Peters Production, hetgeen wijst op een opname uit diens studio in Hilversum. In Italië verscheen Silverboy met B-kant Goodbye Guitarman, dat later als A-kant een Nederlandse release kreeg.
Sacha Distel zong het nummer in 1975 als Pour une nuit avec toi.

## Lijsten

### Nederlandse Top 40
| Hitnotering: week 2/1974 t/m 7/1974 | Hitnotering: week 2/1974 t/m 7/1974 | Hitnotering: week 2/1974 t/m 7/1974 | Hitnotering: week 2/1974 t/m 7/1974 | Hitnotering: week 2/1974 t/m 7/1974 | Hitnotering: week 2/1974 t/m 7/1974 | Hitnotering: week 2/1974 t/m 7/1974 | Hitnotering: week 2/1974 t/m 7/1974 |
| Week:                               | 1                                   | 2                                   | 3                                   | 4                                   | 5                                   | 6                                   |                                     |
| ----------------------------------- | ----------------------------------- | ----------------------------------- | ----------------------------------- | ----------------------------------- | ----------------------------------- | ----------------------------------- | ----------------------------------- |
| Positie:                            | 30                                  | 22                                  | 16                                  | 16                                  | 20                                  | 38                                  | uit                                 |

### NederlandseSingle Top 100
| Positie: | 23 | 17 | 15 | 24 | uit |

### BelgischeBRT Top 30
| Hitnotering: 16-2-1974 t/m 8-3-1974 | Hitnotering: 16-2-1974 t/m 8-3-1974 | Hitnotering: 16-2-1974 t/m 8-3-1974 | Hitnotering: 16-2-1974 t/m 8-3-1974 | Hitnotering: 16-2-1974 t/m 8-3-1974 |
| Week:                               | 1                                   | 2                                   | 3                                   |                                     |
| ----------------------------------- | ----------------------------------- | ----------------------------------- | ----------------------------------- | ----------------------------------- |
| Positie:                            | 11                                  | 21                                  | 23                                  | uit                                 |